# Wei Ning
Wei Ning (魏 寧T, Wèi NíngP; Laizhou, 5 agosto 1982) è una tiratrice a volo cinese, vincitrice di due medaglie d'argento ai Giochi olimpici in due diverse edizioni: ad Atene 2004 ed a Londra 2012.

## Palmarès

### Giochi olimpici
- 2 medaglie:
  - 2 argenti (skeet a Atene 2004; skeet a Londra 2012)).

### Campionati mondiali
- 4 medaglie:
  - 1 oro (skeet a Nicosia 2003).
  - 3 argenti (skeet a Nicosia 2007; skeet a Monaco 2010; skeet a Belgrado 2011).

### Campionati asiatici
- 2 medaglie:
  - 1 argento (skeet a Doha 2012).
  - 1 bronzo (skeet a Kuala Lumpur 2004).

### Giochi asiatici
- 2 medaglie:
  - 1 oro (skeet a Guangzhou 2010).
  - 1 argento (skeet a Doha 2006).